# Vic Roberts
Pour les articles homonymes, voir Roberts.
Vic Roberts, né le 6 août 1924 à Penryn et mort le 14 mars 2004 à Horsham, est un joueur de rugby anglais.

## Biographie
Vic Roberts fut sélectionné 16 fois en équipe d'Angleterre de rugby à XV entre 1947 et 1956. Il fut même capitaine du XV de la rose en 1951. Il fit également partie des Lions britanniques en 1950 face à l'Australie et à la Nouvelle-Zélande. Il fut ensuite vice-président des Lions et co-sélectionneur.
En club, Roberts évoluait avec le club gallois de Swansea.